# Europamesterskabet i fodbold 1976
Europamesterskabet i fodbold 1976 var det femte EM i fodbold arrangeret af UEFA. Turneringen blev afholdt i to faser – først en kvalifikation, hvorfra fire hold gik videre til slutrunden, der fortsat kun bestod af semifinalerne, bronzekampen og finalen. Slutrunden blev spillet i Jugoslavien i perioden 16. – 20. juni 1976.
Det var sidste gang at slurunden kun bestod af fire hold, eftersom den fra næste EM i Italien i 1980 blev udvidet til otte hold. Det var desuden også sidste EM-slutrunde, hvortil værtslandet også havde deltaget i den forudgående kvalifikation.
Slutrunden blev fire meget lige og målrige kampe, der alle mindst gik i forlænget spilletid. I finalen mellem Tjekkoslovakiet og verdensmestrene Vesttyskland var forlænget spilletid endda ikke nok til at fremtvinge en afgørelse, og dermed måtte EM-finalen for første gang afgøres i en straffesparkskonkurrence. Tjekkoslovakiet vandt finalen efter at have scoret på alle fem straffespark, mens vesttyskerne brændte et enkelt. Bronzen gik til VM-sølvvinderne fra Holland, der slog værtsnationen Jugoslavien i bronzekampen.

## Kvalifikationsturnering

### Indledende runde
De otte gruppevindere gik videre til kvartfinalerne.
| Gruppe 1        | Kampe | Mål  | Point |
| --------------- | ----- | ---- | ----- |
| Tjekkoslovakiet | 6     | 15-5 | 9     |
| England         | 6     | 11-3 | 8     |
| Portugal        | 6     | 5-7  | 7     |
| Cypern          | 6     | 0-16 | 0     |

| Gruppe 2   | Kampe | Mål  | Point |
| ---------- | ----- | ---- | ----- |
| Wales      | 6     | 14-4 | 10    |
| Ungarn     | 6     | 15-8 | 7     |
| Østrig     | 6     | 11-7 | 7     |
| Luxembourg | 6     | 7-28 | 0     |

| Gruppe 3    | Kampe | Mål  | Point |
| ----------- | ----- | ---- | ----- |
| Jugoslavien | 6     | 12-4 | 10    |
| Nordirland  | 6     | 8-5  | 6     |
| Sverige     | 6     | 8-9  | 6     |
| Norge       | 6     | 5-15 | 2     |

| Gruppe 4 | Kampe | Mål  | Point |
| -------- | ----- | ---- | ----- |
| Spanien  | 6     | 10-6 | 9     |
| Rumænien | 6     | 11-6 | 7     |
| Skotland | 6     | 8-6  | 7     |
| Danmark  | 6     | 3-14 | 1     |

| Gruppe 5 | Kampe | Mål  | Point |
| -------- | ----- | ---- | ----- |
| Holland  | 6     | 14-8 | 8     |
| Polen    | 6     | 9-5  | 8     |
| Italien  | 6     | 3-3  | 7     |
| Finland  | 6     | 3-13 | 1     |

| Gruppe 6      | Kampe | Mål  | Point |
| ------------- | ----- | ---- | ----- |
| Sovjetunionen | 6     | 10-6 | 8     |
| Irland        | 6     | 11-5 | 7     |
| Tyrkiet       | 6     | 5-10 | 6     |
| Schweiz       | 6     | 5-10 | 3     |

| Gruppe 7 | Kampe | Mål | Point |
| -------- | ----- | --- | ----- |
| Belgien  | 6     | 6-3 | 8     |
| DDR      | 6     | 8-7 | 7     |
| Frankrig | 6     | 7-6 | 5     |
| Island   | 6     | 3-8 | 4     |

| Gruppe 8     | Kampe | Mål  | Point |
| ------------ | ----- | ---- | ----- |
| Vesttyskland | 6     | 14-4 | 9     |
| Grækenland   | 6     | 12-9 | 7     |
| Bulgarien    | 6     | 12-7 | 6     |
| Malta        | 6     | 2-20 | 2     |

### Kvartfinaler
De otte gruppevindere fra indledende runde spillede om fire pladser ved EM-slutrunden. Hjemmeholdet i 1. kamp er nævnt først.
| Kamp                            | Samlet | 1. kamp | 2. kamp |
| ------------------------------- | ------ | ------- | ------- |
| Tjekkoslovakiet - Sovjetunionen | 4-2    | 2-0     | 2-2     |
| Spanien - Vesttyskland          | 1-3    | 1-1     | 0-2     |
| Jugoslavien - Wales             | 3-1    | 2-0     | 1-1     |
| Holland - Belgien               | 7-1    | 5-0     | 2-1     |

## Slutrunde

### Semifinaler
| Dato  | Kamp | Res.     | Sted                           |
| ----- | --- | -------- | ------------------------------ |
| 16.6. | Tjekkoslovakiet - Holland                                                                                             | 3-1 efs. | Stadion u Maksimiru, Zagreb    |
|       | 1-0 Anton Ondruš (20.) 1-1 Anton Ondruš (selvmål 77.) 2-1 Zdeněk Nehoda (114.) 3-1 František Veselý (119.)            |          |                                |
| 17.6. | Vesttyskland - Jugoslavien                                                                                            | 4-2 efs. | Stadion Crvena Zvezda, Beograd |
|       | 0-1 Danilo Popivoda (19.) 0-2 Dragan Džajić (32.) 1-2 Heinz Flohe (65.) 2-2, 3-2, 4-2 Dieter Müller (82., 115., 119.) |          |                                |

### Bronzekamp
| Dato  | Kamp | Res.     | Sted                        |
| ----- | --- | -------- | --------------------------- |
| 19.6. | Holland - Jugoslavien | 3-2 efs. | Stadion u Maksimiru, Zagreb |
|       | 1-0 Ruud Geels (27.) 2-0 Willy van de Kerkhof (37.) 2-1 Josip Katalinski (43.) 2-2 Dragan Džajić (82.) 3-2 Ruud Geels (107.) |          |                             |

### Finale
| Dato  | Kamp                                                                                           | Res. | Sted | |
| ----- | ---------------------------------------------------------------------------------------------- | --- | --- | --- |
| 20.6. | Tjekkoslovakiet - Vesttyskland                                                                 | 2-2 efs. | Stadion Crvena Zvezda, Beograd | |
|       | Tjekkoslovakiet vandt 5-3 i straffesparkskonkurrence.                                          | | | |
|       | 1-0 Ján Švehlik (8.) 2-0 Karol Dobiáš (25.) 2-1 Dieter Müller (28.) 2-2 Bernd Hölzenbein (89.) | Straffesparkskonkurrence: 1-0 Marián Masný 1-1 Rainer Bonhof 2-1 Zdeněk Nehoda 2-2 Heinz Flohe 3-2 Anton Ondruš 3-3 Hannes Bongartz 4-3 Ladislav Jurkemik Ulrich Hoeneß brændte 5-3 Antonín Panenka | Straffesparkskonkurrence: 1-0 Marián Masný 1-1 Rainer Bonhof 2-1 Zdeněk Nehoda 2-2 Heinz Flohe 3-2 Anton Ondruš 3-3 Hannes Bongartz 4-3 Ladislav Jurkemik Ulrich Hoeneß brændte 5-3 Antonín Panenka | Straffesparkskonkurrence: 1-0 Marián Masný 1-1 Rainer Bonhof 2-1 Zdeněk Nehoda 2-2 Heinz Flohe 3-2 Anton Ondruš 3-3 Hannes Bongartz 4-3 Ladislav Jurkemik Ulrich Hoeneß brændte 5-3 Antonín Panenka |

## Statistik

### Målscorer
19 blev scpret i 4 kampe, hvilket giver 4.75 mål pr. kamp.
4 mål
- Dieter Müller

2 mål
- Dragan Džajić
- Ruud Geels

## Europamestrene
- Ivo Viktor, Jozef Čapkovič, Karol Dobiáš, Koloman Gögh, Ladislav Jurkemik, Anton Ondruš, Ján Pivarník; Jozef Móder, Ján Švehlik; Marián Masný, Zdeněk Nehoda, Antonín Panenka og František Veselý.